# Pehr Ahlqvist (1793–1854)
Pehr Ahlqvist, född 11 mars 1793 i Högsrums församling, Kalmar län, död 16 oktober 1854 i Torsås församling, Kalmar län, var en svensk präst och politiker. Han tillhörde den öländska prästsläkten Ahlqvist och var far till läkaren Per Ahlqvist.
Han var prost och senare kyrkoherde i Torsås kyrka. Han var även en av ledamöterna i prästeståndet för Kalmar stift vid ståndsriksdagen 1840/41. I riksdagen var han bland annat ledamot i statsutskottet och vikarierande ledamot i expeditionsutskottet.